# Прутовка (Ивано-Франковская область)
Пруто́вка (укр. Прутівка) — село в Снятынской городской общине Коломыйского района Ивано-Франковской области Украины.
Население по переписи 2001 года составляло 1511 человек. Занимает площадь 12,11 км². Почтовый индекс — 78348. Телефонный код — 03476.

## История
В 1946 году указом ПВС УССР село Карлов переименовано в Прутовку.